# 보슈코 얀코비치
보슈코 얀코비치(세르비아어: Бошко Јанковић, Boško Janković, 1984년 3월 1일 ~ )는 세르비아의 옛 축구 선수로서, 포지션은 공격형 미드필더, 윙어 및 중앙 공격수였다.

## 축구인 경력

### 선수 경력
베오그라드에서 태어나 츠르베나 즈베즈다에서 축구를 시작한 얀코비치는 유소년 팀을 거쳐 18세에 2002년 츠르베나 즈베즈다와 성인 계약을 체결하였다. 2003년 하부 리그인 예딘스트보 우브에 임대되었으며 우브에서 28경기에 출전하여 21골을 기록하는 활약을 펼치며 능력을 과시하였다. 임대에서 복귀한 직후인 2004-05 시즌 PSV 에인트호번과의 UEFA 챔피언스리그 경기에서 골을 성공시킨 것을 시작으로 리그 25경기에 출전하여 10골을 넣으며 주전으로 도약하였다. 2005-06 시즌 니콜라 지키치와 호흡을 맞추며 12골을 기록하였고 2006년 올해의 선수로 선정되었다.
2006-07 시즌 개막 후 마요르카로 이적하였다. 마요르카에서의 첫 시즌에 펼친 활약으로 바르셀로나와 발렌시아로부터 러브콜을 받았으나 마요르카에서 몇 시즌 더 머물기로 결정하며 잔류를 선택하였다. 리그 28경기에 출전하여 9골을 기록한 이후 첼시가 관심을 표명하였으나 팔레르모로 이적하였다.
팔레르모에선 주전 경쟁에 어려움을 겪으며 본인의 능력을 증명할 기회를 얻지 못하였고 실망스러운 시즌을 보낸 후 제노아로 이적하였다.